# Камарена, Энрике
Энрике Камарена Оливерт (исп. Enrique Camarena Olivert; род. 11 июня 1938, Валенсия) — испанский спортивный стрелок. Участник летних Олимпийских игр 1976 и 1980 годов, бронзовый призёр чемпионата Европы 1979 года.

## Биография
Энрике Камарена родился 11 июня 1938 года в испанском городе Валенсия.
В 1975 году участвовал в Средиземноморских играх в Алжире, где занял 5-е место в ските, набрав 190 очков.
В 1976 году вошёл в состав сборной Испании на летних Олимпийских играх в Монреале. В ските поделил 14-21-е места, набрав 192 очка и уступив 6 очков завоевавшему золото Йозефу Паначеку из Чехословакии.
В 1979 году завоевал бронзовую медаль в ските на чемпионате Европы по стендовой стрельбе в Монтекатини-Терме.
В 1980 году вошёл в состав сборной Испании на летних Олимпийских играх в Москве. В ските поделил 26-27-е места, набрав 189 очка и уступив 8 очков завоевавшему золото Кьельду Расмуссену из Дании.